# Johnny Walker (futbolista estadounidense)
Jonathan Cole Walker (Torrance, Estados Unidos; 13 de septiembre de 1974), conocido deportivamente como Johnny Walker, es un exfutbolista estadounidense que jugó como guardameta.

## Biografía
Nació el 13 de septiembre de 1974 en Torrance, Estados Unidos.
En 1994, jugó para Memphis Jackals de la USISL. Luego, jugó un año en la Universidad de Lousville. Tras la inauguración de la MLS, fue escogido en la 28º selección del 1996 MLS Supplemental Draft, convirtiéndose en el tercer arquero del Dallas Burn, tras Mark Dodd y Jeff Cassar. No contento con su situación tanto profesional como contractual, abandonó la MLS para probar suerte en Inglaterra, estando a prueba en el Sheffield United, no pudiendo obtener un permiso de trabajo. 
Necesitado de jugar, volvió a Estados Unidos para jugar por los Jacksonville Cyclones de la A-League, dirigido por Dennis Viollet. En Jacksonville, Walker conoció a Jorge Alvial, quien le consiguió una prueba para el club Universidad Católica de Chile. Tras un periodo de 7 a 8 meses, Walker fue contratado por la UC y enviado a préstamo a Huachipato en 1998, donde disputó once partidos. Finalmente regresó a la Universidad Católica con un contrato por cuatro años. El año 2002 logró conseguir, junto al conjunto universitario, el Campeonato de apertura de la Primera división chilena.
El guardameta estadounidense firmó por Colo-Colo el 5 de marzo de 2003, en reemplazo de los guardametas lesionados Eduardo Lobos y Claudio Bravo.
Walker debutó en la selección de fútbol de Estados Unidos el 18 de enero de 2004. Disputó tres encuentros como seleccionado nacional.
El 26 de enero de 2007, Walker anunció oficialmente su retiro del fútbol profesional, debido a una enfermedad crónica a la espalda, lesión que fue declarada como intratable por parte de los médicos. A sus 32 años de edad, el guardameta originalmente sufría un desgarro anular degenerativo desde la temporada 2005. Respecto a su retiro, Walker declaró:

"En Sudamérica aprendí que no existe la palabra adiós en el fútbol. Ese punto de vista me ayudó a ver más fácil el mundo del fútbol, las excelentes relaciones que tuve con compañeros y técnicos durante mi carrera. Yo siempre los recuerdo, y nunca he olvidado los momentos que compartimos. Me encantaría poder verlos de nuevo o escuchar sus éxitos. Es por eso que ahora no estoy diciendo adiós, sino que nos estaremos viendo próximamente".
Jonny Walker

## Clubes
| Club                  | País           | Año       |
| --------------------- | -------------- | --------- |
| Memphis Jackals       | Estados Unidos | 1994      |
| Dallas Burn           | Estados Unidos | 1996      |
| Jacksonville Cyclones | Estados Unidos | 1997      |
| Huachipato            | Chile          | 1998      |
| Universidad Católica  | Chile          | 1999-2002 |
| Colo-Colo             | Chile          | 2003      |
| Columbus Crew         | Estados Unidos | 2003-2005 |
| New York Red Bulls    | Estados Unidos | 2005-2006 |

## Palmarés

### Campeonatos nacionales
| Título          | Club                 | País  | Año    |
| --------------- | -------------------- | ----- | ------ |
| Torneo Apertura | Universidad Católica | Chile | 2002-A |